# Película de cine

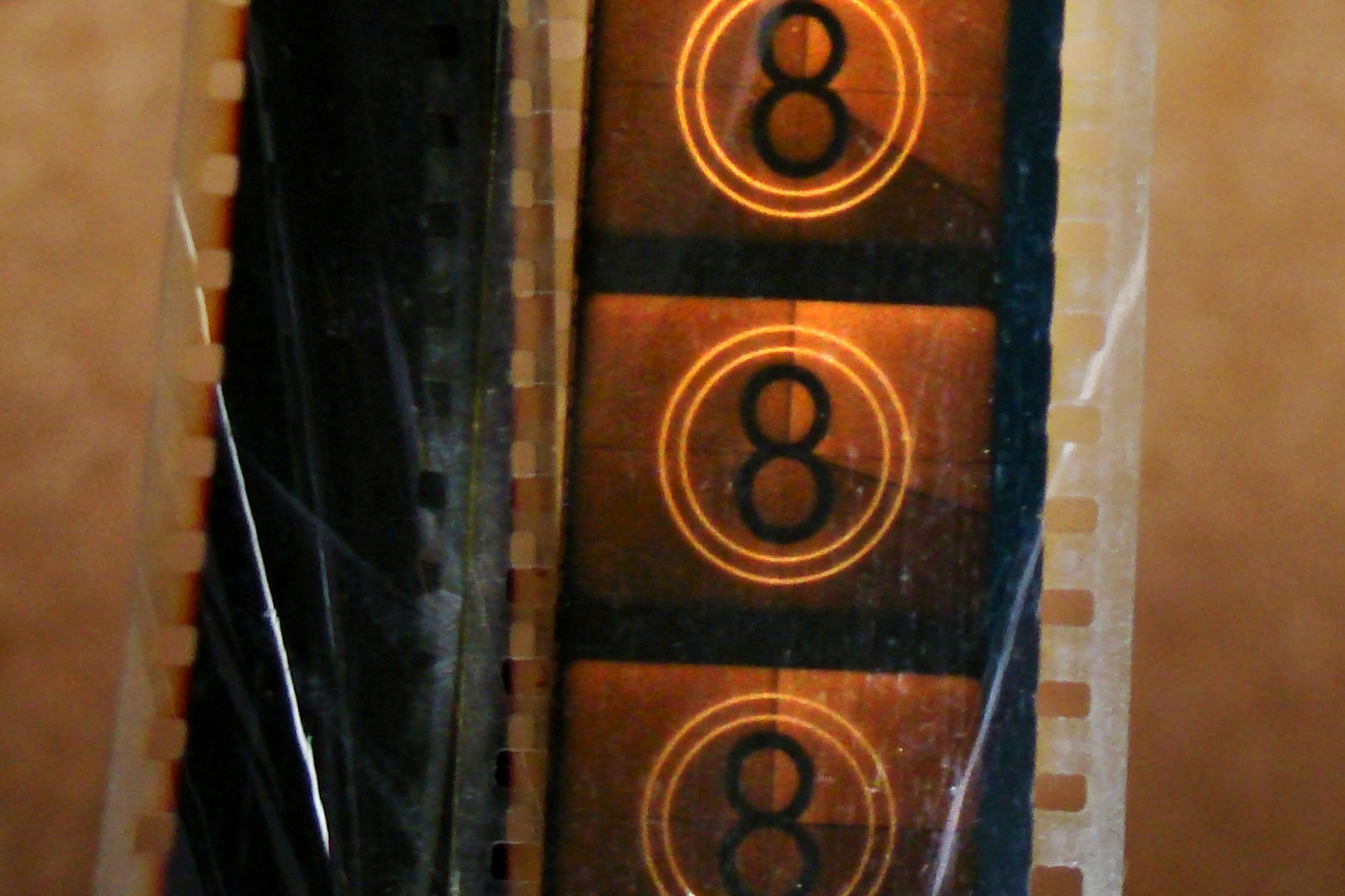
Un fragmento de película.

Una película de cine es aquella película fotográfica en la cual se graban y reproducen obras cinematográficas.

## Historia

### 1889-1926
La película moderna de cine fue creada en un principio gracias a la introducción de un material flexible que sirvió de base para la película, el celuloide (plástico sintético producto de la mezcla de nitrato de celulosa con pigmentos y agentes de relleno en una disolución de alcanfor y alcohol), el cual fue introducido en el ámbito fotográfico (y más tarde cinematográfico) gracias al trabajo de John Carbutt (empieza a fabricar con celuloide una película flexible para negativo), Hannibal Goodwin (desarrolla un material sensible que puede ser enrollado en sí mismo, lo que permite realizar varias fotografías sin necesidad de sustituir el negativo) y George Eastman. Con anterioridad, la mayor parte de los experimentos realizados con imágenes en movimiento se realizaban usando película en rollos de papel, lo cual hacía muy difícil, si no imposible, el ver proyectada la película una vez filmada sin dar saltos y con la sensación de movimiento continuo sin la necesidad de usar otros complejos aparatos. Además, la película de papel era mucho más frágil que el celuloide.
Eastman Kodak se convertiría en la primera empresa que fabricó y comercializó la película en celuloide, comenzando en 1889; Thomas Henry Blair apareció en 1891 como el primer gran competidor en suministrar celuloide. La película cinematográfica tenía una base mate con la función de facilitar una visión más fácil una vez expuesta a una fuente de luz desde su parte trasera, y las emulsiones de cada compañía eran ortocromáticas (sensibles a todos los colores del espectro menos al rojo). Hacia noviembre de 1891 William Dickson en el laboratorio de Edison estaba usando película de Blair para realizar pruebas del Kinetoscopio, y la compañía de Blair se convirtió en la principal abastecedora de película para Edison durante los siguientes años. La operación de Blair fue también crucial para el continuo desarrollo de la tecnología del cine durante 1892 y 1893, debido a temporales cierres de la empresa de Eastman por problemas con su cadena de producción.
Eventualmente los pleitos por la patente en 1893 condujeron a Blair a dejar su compañía en Estados Unidos y comenzar de nuevo en Inglaterra, lo cual permitió gradualmente a Eastman abastecer todos los pedidos que realizaba el laboratorio de Edison. La nueva sede inglesa de Blair le permitió abastecer a la mayoría de los más importantes directores de cine pioneros de Europa, incluyendo a Birt Acres, Robert Paul, George Albert Smith, Charles Urban y los hermanos Lumière. La compañía American Blair tuvo una corta vida, sin embargo, ya que a partir de 1896, el nuevo proyector de películas demandaría una base de película completamente transparente, la cual esta empresa tenía muchas dificultades en suministrar.
Poco tiempo después, Eastman absorbió a la American Blair, consolidando de esta forma su posición como suministrador líder de película cinematográfica desde entonces.
Estos desarrollos también condujeron a Louis Lumière a trabajar con Victor Planchon en la adaptación de la emulsión para plancha fotográfica Etiqueta Azul (Etiquette Bleue) de Lumière para su uso en la película de celuloide, lo cual comenzó a principios de 1896 hasta llegar a una capacidad completa de producción al año siguiente.
La primera película para cine de Eastman incorporaba la misma emulsión que era utilizada para la película fotográfica, la cual era, casi como en todas las emulsiones de películas de la época, de sensibilidad ortocromática. Se creaba película en positivo, lo cual implicaba que fuera más lenta, de un grano más fino y de un mayor contraste que un negativo.
Desde 1895, Eastman suministraba su película para cine en rollos de 65 pies, mientras que los de Blair eran de 75 pies. Si se necesitaba un mayor metraje, los rollos de negativo no expuestos podían ser pegados en un cuarto oscuro. Esta práctica era muy poco apreciada por la mayoría de los directores; aunque en la realidad estaban mucho más dispuestos a seguir este método para poder desarrollar acciones más largas, y llegaron a crear rollos de hasta 1000 pies. American Mutoscope y Biograph fue la primera compañía conocida en usar este tipo de rollos, para cubrir la lucha entre Jeffries y Sharkey el 3 de noviembre de 1899.

### 1900-1919
El trabajo para mejorar la película de cine fue bastante lento en la primera década del nuevo siglo. El equipamiento y los formatos, particularmente, estaban aún en el proceso de una estandarización gradual. Con un gran número de diferentes medidas estándar para películas en uso, suministrar material a un mercado todavía en su infancia fue una tarea bastante difícil, y Eastman fue capaz de aglutinar a la mayoría del mercado existente sin hacer considerables ajustes a la emulsión. Su único cambio destacable fue incrementar la longitud de los rollos a 200 pies. Lumière, por otro lado, reformuló su stock para encajar con la velocidad de la película Eastman, la cual pasó a llamarse Etiquette Violette. Blair volvió a los Estados Unidos después de vender su compañía inglesa a Pathe en 1907, quien comenzó a usar los medios de que disponía para producir su propio material de película cinematográfica. Esta venta tuvo repercusiones futuras en lo que se refiere a la preservación del material, ya que Pathe comenzó a complementar su operación en 1910 con la adquisición de copias de películas a las que quitaba la plata y la emulsión de la base para añadir posteriormente una nueva capa y ser así reutilizada.
Como la cantidad de películas y directores crecía en estos primeros años, la demanda de una estandarización era cada vez más creciente. La película de 35 mm, gracias sobre todo a la popularidad de la gama de cámaras de Edison y Lumière (y sus a veces no autorizados clones) había comenzado a asentarse como la medida dominante, pero aún seguían comprándose sin perforar, y por tanto perforada por el propio consumidor con herramientas suministradas por terceras partes. Aunque los formatos de Edison (4 perforaciones cuadradas por frame en cada lado) y Lumière (una perforación redonda por frame en cada lado) –basados en los diseños de las cámaras- eran los más comunes, las perforadoras no eran siempre precisas, y podía ser difícil crear copias para un formato de perforación opuesta.
La creación por parte de Edison de la Fundación de Patentes de Cine, aunque resultó en gran medida poco efectiva a la hora de controlar la floreciente industria, fue capaz en 1909 de llegar a un acuerdo sobre cual sería el estándar para la película cinematográfica: 35 mm, con las perforaciones Edison y un ratio de 1.33. Estos parámetros han permanecido casi constantes hasta el día de hoy.
La fábrica de perforadores Bell and Howell entró en el mercado en 1908 y muy poco tiempo después fueron reconocidos lo suficiente como para dominar la industria estadounidense. Eastman Kodak fue también rápida a la hora de usar la máquina para perforar sus películas, lo cual aseguró que la especificaciones de perforación fueran adoptadas como estándar mundial no mucho tiempo después. Estas perforaciones, conocidas como BH-Type siguen siendo el estándar para la película de cámara en negativo.
La era de la belle epoque también vio la creación de pequeños y numerosos suministradores de carácter local, la inmensa mayoría de los cuales tuvieron una corta vida, debido a tener lotes de producción más pequeños, emulsiones más lentas (las cuales eran también a veces sólo sensibles a la luz azul, en lugar de ortocromáticas) y controles inferiores de calidad. Entre estas compañías, Agfa comenzó a producir película cinematográfica en 1913, pero se mantuvo principalmente como suministrador local hasta la aparición de los boicots posteriores a la Gran Guerra, boicots realizados a las películas cinematográficas procedentes de Francia, lo que permitió a los recién fundados estudios de cine UFA florecer y aumentar lo pedidos de material a Agfa.
Un gran problema con el material fílmico era que estaba fabricado sobre una base de nitrato, lo cual era altamente inflamable. Además, el nitrato al arder es muy difícil de apagar e incluso una inmersión completa en agua no es capaz de parar la combustión. Este hecho condujo a un significativo número de accidentes fatales en las barracas donde se realizaban las proyecciones, donde casi siempre el calor de la lámpara del proyector era el responsable de las igniciones. Puesto que el mercado de realización cinematográfica aficionado se desarrollaba lentamente a comienzos del siglo XX, Kodak comenzó a desarrollar un “film de seguridad” mucho más resistente al calor el cual podría ser fácilmente proyectado sin incidentes incluso en el hogar, para aquellas personas que no tenían ninguna experiencia previa. Los tests iniciales en 1909 indicaron que el diacetato de celulosa podría ser un material viable para reemplazar al utilizado hasta entonces. Kodak comenzó a vender películas con base de acetato al año siguiente con una anchura de 22 mm, enfocadas para el trabajo que Edison estaba desarrollando en la creación del Kinetoscopio casero, el cual fue lanzado comrcialmente en 1912. En esta búsqueda para tener disponible una película de cine segura, muchos formatos de aficionados comenzaron a adoptarlo, y algunos, incluyendo el propio formato en 16 mm de Kodak, fueron diseñados específicamente para que el único material fílmico lanzado para ese formato tuviera una “base de seguridad”.
Kodak también continuó refinando su película de cámara en negativo a finales de los años 10, poniendo en venta la película para negativo de cine Tipo E en 1916 y Tipo F (más tarde conocida como Negative Film Par Speed Type 1201) en 1917. Puesto que ninguna de estas películas ortocromáticas eran más rápidas que las que se venían ofreciendo hasta entonces, se sugería que las mejoras afectaban en su mayor parte a la granularidad y el brillo.

### Años 20
En los años 20 los fabricantes de película de cine comenzaron a diversificar sus ofertas. Antes, cada fabricante sólo ofrecía un tipo de película en negativo (normalmente ortocromática) y una película en positivo. En 1920, una variante de la película Tipo F conocida como X-back fue creada para contrarrestar los efectos de la electricidad estática sobre el film, lo que podía causar chispazos y añadirse imperfecciones a la exposición de la película. Esta electricidad estática aparecía por el uso de una resina sobre la superficie del film, lo que también tenía el efecto de volver la película demasiado opaca para permitir el enfoque a través de la parte trasera del film –una técnica común para muchas de las cámaras de la época-. Como la electricidad estática aparecía con más frecuencia en climas más fríos, la película X-back fue más popular en la Costa Este de los Estados Unidos. Otros fabricantes también comenzaron a aparecer en los años 20, entre los que destacaron E.I. Dupont de Nemours en USA (1926) y Gevaert en Bélgica (1925).
La conversión de la industria del material fílmico ortocromático al pancromático fue iniciada por Kodak en el transcurso de la década. Usada por primera vez para una secuencia de exterior en The Last of the Mohicans en 1920 y originalmente sólo disponible como pedido especial, el aumento en la sensibilidad de la película al rango de luz roja suponía una mayor sensibilidad global y se convirtió en una atractiva opción para los rodajes con baja luz.
Kodak financió una producción en 1922 rodada completamente con película pancromática, The Headless Horseman, con el fin de promocionar este tipo de película una vez fuera introducida como una opción estándar. Sin embargo, su mayor precio comparado con el de la emulsión ortocromática significó que ninguna otra producción fuera rodada enteramente con película pancromática durante varios años. La mezcla entre películas pancromáticas y ortocromáticas hizo que aparecieran problemas de continuidad particularmente en lo referido a los tonos del vestuario, por lo que se intentaba evitar este procedimiento. La preponderancia de la película ortocromática duró hasta mediados de los años 20, debido a la falta de competencia de Kodak en el mercado pancromático. Gevaert hizo su aparición en este ámbito en 1925 con una gama dual de película ortocromática con una sensibilidad limitada al color por un lado, y una película completamente pancromática (Pan-23) por otro. Este último producto animó a Kodak a responder, y en 1926 bajaron el precio de la película pancromática hasta igualarse con el estándar que se venía ofreciendo con el material ortocromático. Superada por tanto la barrera económica, la película pancromática comenzó a superar las ventas de la ortocromática en pocos años, conforme los profesionales del cine se iban familiarizando cada vez más con este producto. Con la incorporación al mercado de películas pancromáticas durante el mismo periodo por parte de Agfa y Pathe, el cambio hacia el material pancromático se hizo ya definitivo hacia 1928.

### Las películas en color
Diversos experimentos con películas en color fueron realizados ya a finales del siglo XIX, pero en la práctica, las emulsiones en color para uso profesional no fueron producidas hasta poco antes de la Segunda Guerra Mundial, y más tarde aparecería la película para uso aficionado.
El proceso Technicolor, el cual exponía simultáneamente tres fotogramas de película monocroma a través de 3 filtros de color, no necesitaba una emulsión propiamente en color, como la que se utiliza actualmente.
La primera obra a color fue en 1909 en Londres. Esto se produjo gracias a un sistema de cinemacolor creado por George A. Smith, el cual solo contenía dos: el rojo y el verde.

## Características generales

### El soporte de la película
En los años 30, los fabricantes de película introdujeron un material aún más seguro con una base plástica de triacetato de celulosa. Todas las películas de uso aficionado tenían este material, pero el uso del nitrato persistía en el ámbito profesional. Kodak dejó de fabricar película con base de nitrato en 1951, y la industria hizo completamente efectiva en esta misma fecha la transición al acetato en Estados Unidos y en 1955 al resto de países. Saltando a época más reciente, desde finales de los 90 se ha hecho cada vez más común el uso de un material basado en el poliéster para las películas intermedias y positivas. 
El soporte de la película es el material flexible sobre el que se aplica la emulsión fotosensible. Los requisitos de un soporte de película adecuado incluyen la transparencia óptica, la ausencia de imperfecciones ópticas, estabilidad química, inactividad fotográfica y la resistencia a la humedad y procesos químicos. Son también factores importantes para el revelado, positivado y proyección, la resistencia mecánica, la resistencia al desgarro, la flexibilidad, la estabilidad dimensional y la carencia de distorsiones físicas. Normalmente se usan dos tipos generales de soportes de película, el triacetato de celulosa (acetato) y un polímero de poliéstersintético conocido como ESTAR. El soporte de la película fotográfica de triacetato de celulosa se fabrica combinando el triacetato de celulosa con solventes adecuados y un plastificante. La mayoría de las películas cinematográficas están emulsionadas sobre soporte de triacetato de celulosa. El soporte ESTAR es un poliéster de terefta-lato de polietileno y se utiliza para algunas películas cinematográficas EASTMAN y KODAK (en su mayoría películas intermedias, positivas y para registro de sonido), debido a su gran resistencia, estabilidad química, tenacidad, resistencia al desgarro, flexibilidad y estabilidad dimensional. La mayor resistencia del soporte ESTAR permite fabricar películas más delgadas. Las películas de soporte ESTAR no pueden empalmarse con los pegamentos comerciales preparados disponibles. El empalme de estas películas se debe llevar a cabo mediante cinta adhesiva transparente o mediante el calentamiento inductivo o ultrasónico para derretir o fundir los extremos de la película.

### Emulsión
La emulsión de la película consiste en granos de haluro de plata suspendidos en una solución coloide de base gelatinosa; en el caso de la película en color, aparecen tres capas de haluro de plata, las cuales están mezcladas con filtros que determinan el paso, en cada caso, de un espectro específico de la luz. De este modo, se terminan creando una capa amarilla, otra cian y otra magenta en el negativo después del revelado.

### Química
Distintos productos químicos aplicados a una película apropiada puede producir tanto una imagen positiva (mostrando la misma densidad y colores que el sujeto) o negativa (con reflejos oscuros, Sombras en las luces y, en principio, colores complementarios). Las primeras películas eran oscurecidas por la luz: películas en negativo. Películas posteriores que producían una imagen positiva empezaron a conocerse como “películas reversibles”. Película transparente procesada de este tipo podían ser proyectadas directamente en una pantalla. Las imágenes en negativo necesitan ser transferidas a papel fotográfico o a otro sustrato que invierta la imagen de nuevo, produciendo una imagen final en positivo. El Crear una imagen en positivo a partir de una película en negativo se puede también conseguir escaneando el negativo, obteniendo un archivo digital que puede ser positivado por un determinado software.

### Grabación de la imagen
Existen diferentes emulsiones y procesos de revelado de acuerdo a una variedad de posibilidades de grabación de la imagen: las dos más comunes son blanco y negro y color. Sin embargo, hay también otros tipos, como las películas infrarrojas (en blanco y negro o en falso color), películas técnicas especializadas, como las usadas para las radiografías, o procesos obsoletos, como la película ortocromática. Generalmente, sin embargo, la inmensa mayoría de película de cine que se utiliza hoy es de color “normal” (dentro del espectro visible), aunque la película en blanco y negro “normal” también es demandada en un pequeño aunque significativo porcentaje.

### Características físicas
La película también se clasifica de acuerdo a su medida y la disposición de sus perforaciones –las medidas tienen un amplio rango entre 8 y 70 mm o más, mientras que las perforaciones puede variar en forma, inclinación y posicionamiento. La película también puede distinguirse por la forma en que se rebobina según sus perforaciones y la capa emulsionada, o como es enrollada para su almacenamiento, si en bobina o dentro de un carrete. Dependiendo de los procesos de manufacturación y el equipamiento de la cámara la longitud de la película puede variar entre 25 y 2000 pies. Las longitudes más comunes son 25 pies para 8 mm, 50 pies para Super 8, 100 y 400 pies para 16 mm, 400 y 1000 pies para 35 mm, y 1000 para 65/70 mm.

### Sensibilidad de la película
Una propiedad muy importante de la película cinematográfica es su “velocidad”, determinada por el ISO (rango de sensibilidad de la película a la luz). Esta opción a la hora de filmar debe elegirse con sumo cuidado. La velocidad determina el rango de condiciones lumínicas bajo las que la película puede ser filmada, y está relacionada con la granulosidad y el contraste, lo cual determina totalmente el aspecto final de la imagen. El fabricante de película normalmente facilita al venderla un número índice de exposición que es igual a las ASA a las que recomienda que se exponga. Sin embargo, factores como un revelado forzado o no estándar, compensaciones por el uso de filtros o el ángulo utilizado para encuadrar, así como una intencionada baja y sobreexposición podría causar que el director de fotografía “califique” de forma diferente a la película y no siga el índice de exposición que recomienda la película. Esta nueva calificación no es un cambio en el propio material fílmico; es simplemente una forma de calcular la exposición sin tener en cuenta la compensación después de cada lectura de luz.

### La temperatura de color
Cualidad importante de la película de cine en color es el balance de color, el cual se define como la temperatura de color a la cual la película graba el color blanco. La luz de wolframio es definida a 3200 K, la cual es considerado «más cálida» en el tono y orientada hacia el naranja; la luz natural de día es definida a 5500 K, la cual es considerada «más fría» y orientada hacia el azul. Esto significa que película de cine para wolframio no filtrado parecerá normal bajo luz de wolframio, y azul si se utiliza para grabar con luz natural. Y al revés, película para luz natural parecerá normal en estas condiciones y naranja si se rueda con luces de wolframio. Cuestiones relacionadas con la temperatura de color como estas pueden ser compensadas con otros factores tales como filtros en las lentes y gelatinas de color colocadas enfrente de las luces. La temperatura de color de una película para cine se indica generalmente junto al número de velocidad de la misma – p. ej. Película 500T es película en color con un ASA de 500 y balanceada para luz de wolframio; 250D tendría un ASA de 250 y estaría balanceada para luz natural.
Mientras las películas en blanco y negro no tienen temperatura de color en sí mismas, los propios granos de aluro de plata tienden a ser ligeramente más sensibles a la luz azul y por tanto tendrán velocidades para luz natural y wolframio –p. ej. La película Doble-X de Kodak es calificada 250D/200T, ya que la luz de wolframio dará ligeramente menos exposición que una cantidad equivalente de luz natural

## Tipos de películas
Existen diversos tipos de películas cinematográficas, cada una fabricada con distintos materiales y dimensiones.

### Películas de celuloide
La película cinematográfica más conocida es la cinta de celuloide, que se impresiona y revela mediante procedimientos químicos.

### Películas de triacetato

#### 35 milímetros
Estas son las que todavía se utilizan en la pantalla grande del cine, y su formato estándar en esta industria es de 35 milímetros (35mm), que es idéntico al que se utiliza en la fotografía clásica como tamaño universal; sin embargo, en el caso de la fotografía, los fotogramas se impresionan horizontalmente, mientras que en el cine se impresionan en forma vertical y son, por lo tanto, de un tamaño algo inferior.

#### 70 milímetros
Además del formato de 35 milímetros, se ha utilizado ocasionalmente el formato de ancho doble, de 65 milímetros para la filmación de unas pocas películas (para la proyección la película se convierte en 70 mm (70mm al añadirse de la banda de sonido). Con ello se pretende lograr una mayor calidad en la proyección, pero se ha comprobado que la pequeña diferencia en la nitidez no justifica los equipos caros y pesados que requieren este formato de película. Actualmente, este formato de 70 mm se utiliza en las proyecciones especiales como IMAX, Omnimax, acontecimientos especiales y el rodaje de grandes producciones.

#### 16 milímetros
Por otra parte, sigue siendo muy popular el formato de 16 milímetros o 16mm (y el Super16 mejorado), que incluso era utilizado por la televisión para obtener imágenes fuera de los estudios (noticias, documentales, series de televisión, etc.) por la ligereza y robustez de sus cámaras en comparación con las antiguas grabadoras de vídeo.

#### 8 milímetros
Existen también otros formatos de película dirigidos exclusivamente al sector doméstico, hoy en día todavía empleados por aficionados y escuelas de cine debido a la superioridad de la imagen química del celuloide sobre la electrónica o digital en cuanto a gama de colores, contraste, etc. Se trata de la película de 8 milímetros (8 mm o Doble 8 o 8 normal), que consiste en una película de 16 milímetros cortada longitudinalmente. En 1965 fue mejorado con el formato Súper 8 y Single 8.

#### 9.5 milímetros
Existe también el formato 9.5 mm, anterior al 8 mm y que todavía hoy cuenta con un gran número de seguidores aficionados en todo el mundo.